# Pontigné
Pontigné ist eine Ortschaft und ehemalige Gemeinde mit 226 Einwohnern (Stand: 1. Januar 2022) im französischen Département Maine-et-Loire in der Region Pays de la Loire. Sie gehörte zum Arrondissement Saumur. Die Bewohner werden Pondentiniacusiens und Pondentiniacusiennes genannt.
Der Erlass des Präfekten vom 30. März 2012 legte mit Wirkung zum 1. Januar 2013 die Eingliederung von Pontigné als Commune déléguée zusammen mit den früheren Gemeinden Baugé, Montpollin, Saint-Martin-d’Arcé und Le Vieil-Baugé zur Commune nouvelle Baugé-en-Anjou fest.
Der Erlass des Präfekten vom 10. Juli 2015 legte mit Wirkung zum 1. Januar 2016 eine Neugründung von Baugé-en-Anjou als Commune nouvelle fest, indem Pontigné mit den bisherigen Communes délégueés und zehn weiteren Gemeinden und Orte zusammengelegt wurde.

## Geografie

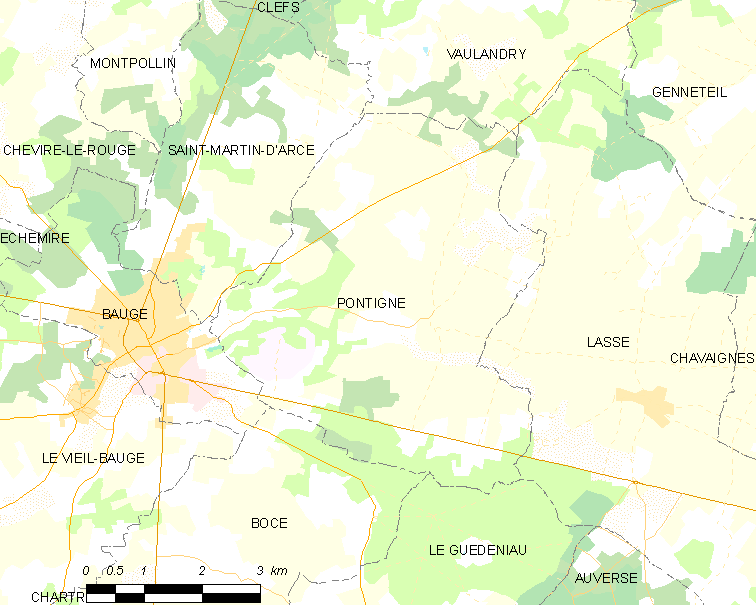
Karte von Pontigné

Pontigné liegt etwa 39 Kilometer ostnordöstlich von Angers, etwa 54 Kilometer südsüdwestlich von Le Mans und etwa 32 Kilometer nördlich von Saumur in der Région naturelle des Baugeois. Das Ortsgebiet liegt am Rand des Pariser Beckens. Der Boden des Orts wurde im Tertiär gebildet. Das Bodenrelief zeigt ein hügeliges Gebiet mit einem tief eingeschnittenen Tal des Couasnon. Das Zentrum liegt auf einer Höhe von etwa 80 m.
Umgeben wird Pontigné von einer Nachbargemeinde und fünf Communes déléguées von Baugé-en-Anjou:
| Saint-Martin-d’Arcé (Commune déléguée) | Vaulandry (Commune déléguée)                |                                 |
|                                        | Kompassrose, die auf Nachbargemeinden zeigt | Noyant-Villages                 |
| Baugé (Commune déléguée)               | Bocé (Commune déléguée)                     | Le Guédeniau (Commune déléguée) |

## Toponymie und Geschichte
Frühere Formen des Ortsnamens waren:
Podentiniacus (774), Decima Pontigneii (1190), Parochia de Pontigne (1287).

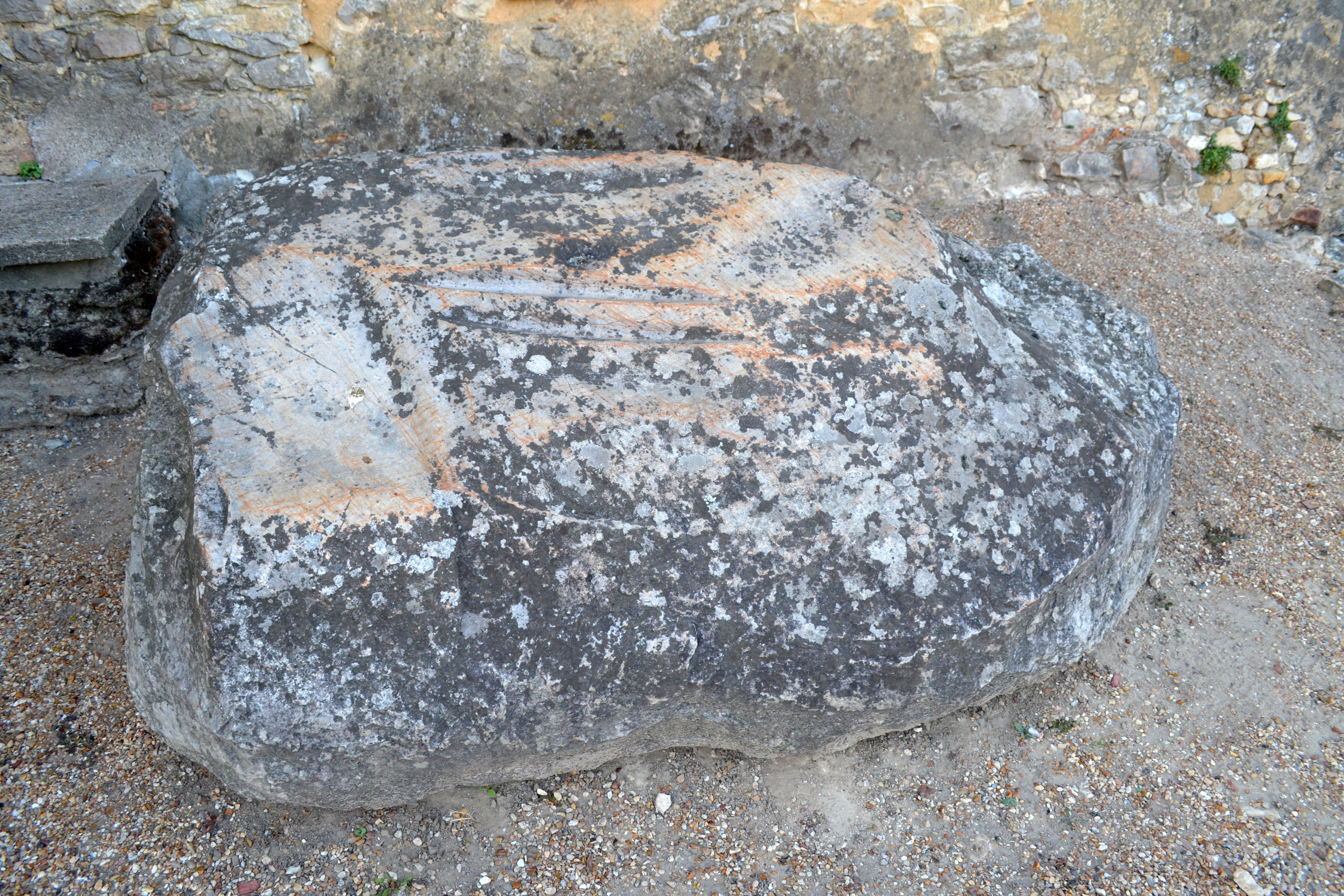
„Polissoir de la Motte“

Zahlreiche Zeugnisse der Urgeschichte Äxte wurden auf dem Ortsgebiet gefunden, wie beispielsweise 22 polierte Äxte. An der Straße nach Baugé liegt der Dolmen Pierre Couverte, eines der besterhaltenen Zeugnisse der Megalithkultur der Region und seit 1910 als Monument historique klassifiziert. Am Weiler Grand-Trouvé bedeckte eine Steinplatte von vier Metern Durchmesser eine Grabstelle. Der Menhir, genannt „Grande-Pierre“ oder „Pierre-du-Géant“ zeigt eine Höhe von 4,42 Metern. Ein Sandsteinblock, genannt „Polissoir de la Motte“, von mehr als zwei Metern Länge und einem Gewicht von etwa drei Tonnen zeigt zwei Nuten und drei ovale Mulden, die zum Polieren von Steinäxten dienten, von denen acht Exemplare im Umkreis gefunden wurden.
Das Lehen von Pontigné war abhängig von Bareille in Chalonnes-sous-le-Lude (heute Commune déléguée der benachbarten Gemeinde Noyant-Villages), die den Seigneurs von Le Lude gehörte. Die Pfarrei wurde während der Französischen Revolution im Juli 1796 an den Bürger Despoulains als Nationalgut verkauft.

## Kultur und Sehenswürdigkeiten

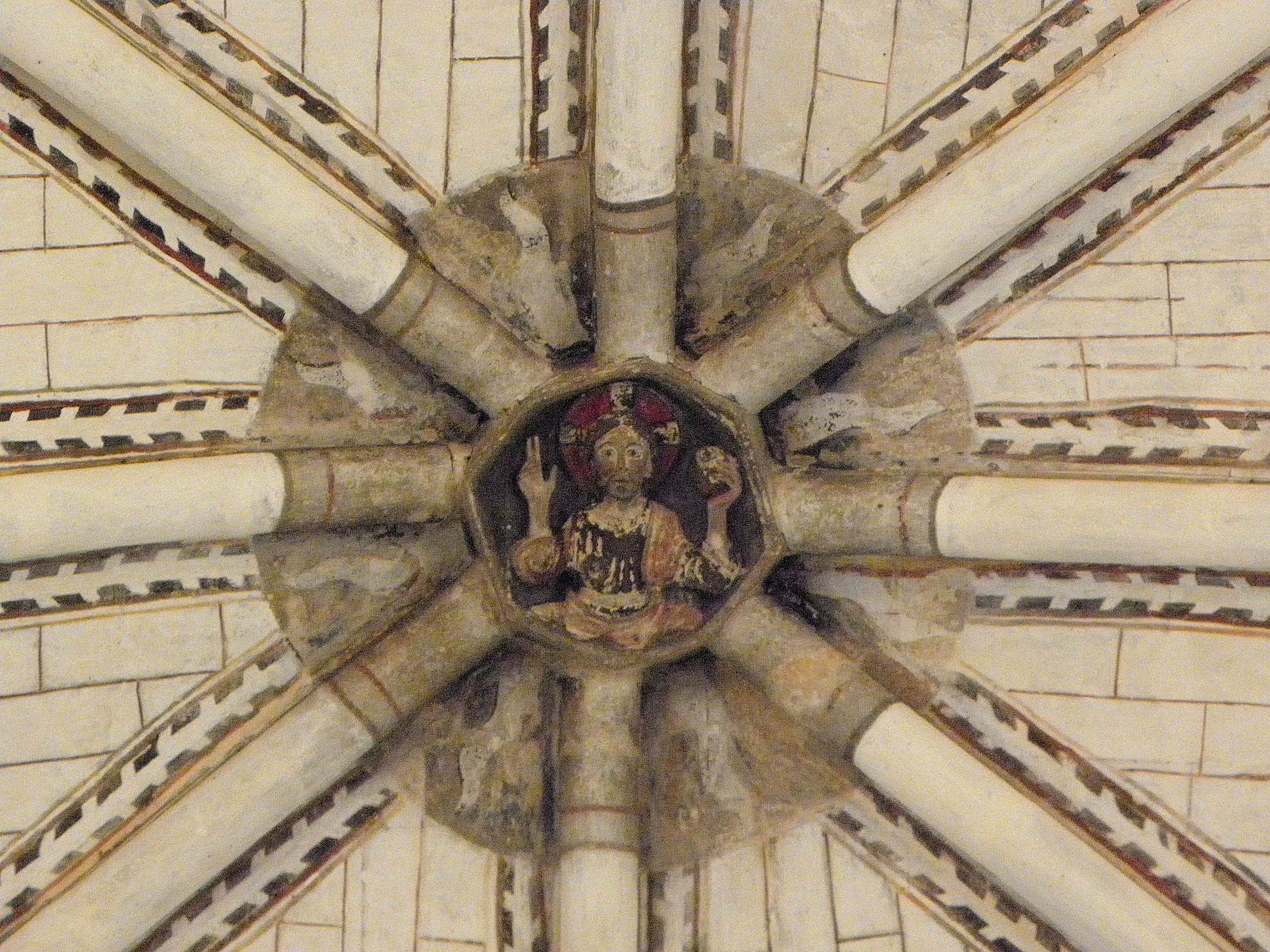
Gewölbe mit Schlussstein des segnenden Jesus in der Kirche Saint-Denis

Die romanische Kirche Saint-Denis stammt aus dem 11. bis 13. Jahrhundert und ist weitgehend in ihrer Ursprünglichkeit erhalten. Zuletzt wurden im Jahr 2005 Sanierungen vorgenommen. Die Kirche besitzt eine der für die Gegend typischen verdrehten Turmspitzen, wie sie auch in einigen anderen Orten des Baugeois (z. B. Fontaine-Guérin oder Mouliherne) zu finden sind. Weithin bekannt ist die Kirche von Pontigné aber durch ihre wertvollen Fresken u. a. die Auferstehung des Lazarus aus dem 13. Jahrhundert. Sie ist Station an der Touristenstraße circuit des églises accueillantes en Anjou. Die Pfarrkirche ist seit 1862 als Monument historique klassifiziert.

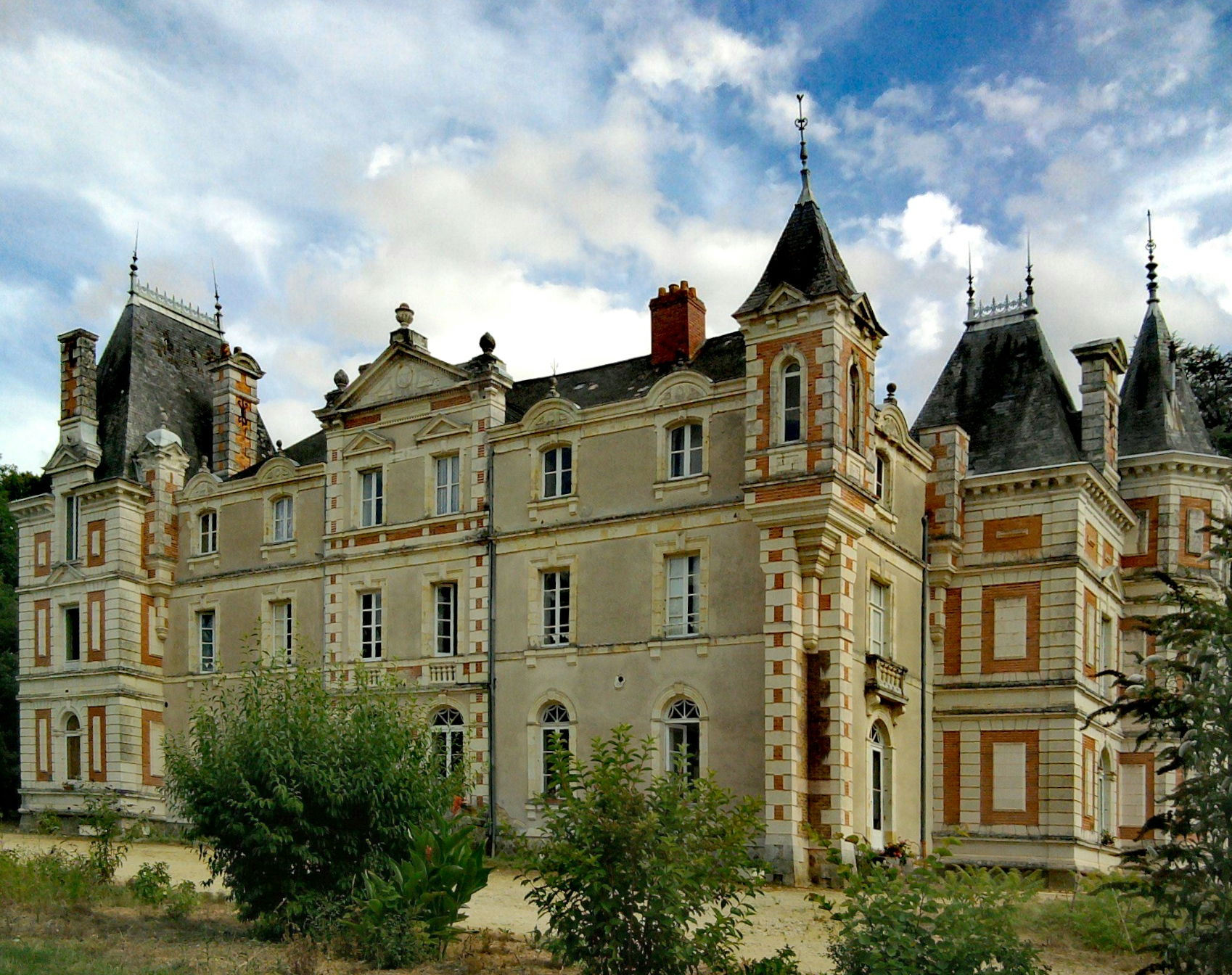
Schloss Grésillon

Das Schloss im Weiler Marolles ist heute ein Bauernhof. Es wurde im 18. und 19. Jahrhundert errichtet. Das Schloss Grésillon ist ein 1882 wiederaufgebautes Schloss aus dem 16. Jahrhundert und wird seit 1951 als Kulturzentrum der Esperantisten genutzt. Die frühere Kapelle wurde dabei in Schlafzimmer umgewandelt.
Aus dem 17. Jahrhundert stammen der Pavillon und zwei Gebäude des Herrenhauses im Weiler Le Plessis. Das früher von einer Mauer umgebene Herrenhaus im Weiler Le Grand-Trouvé datiert aus der ersten Hälfte des 16. Jahrhunderts. Das Herrenhaus im Weiler La Grande-Motte wurde im 18. Jahrhundert gebaut.
Das Gebäude des früheren Pfarrhauses datiert aus dem 15. Jahrhundert. 1713 wurde es umgestaltet, 1874 wurde eine Schule und das Bürgermeisteramt dort eingerichtet.